# Prusci
Prusci je naseljeno mjesto u sastavu općine Bosanski Novi, Republika Srpska, BiH.

## Stanovništvo
| Prusci             |              |
| godina popisa      | 1991.        |
| Srbi               | 352 (98,88%) |
| Hrvati             | 1 (0,28%)    |
| Muslimani          | 0            |
| Jugoslaveni        | 3 (0,84%)    |
| ostali i nepoznato | 0            |
| ukupno             | 356          |